# Епифаний Соловецкий
Епифа́ний Солове́цкий (ум. 14 (24) апреля 1682) — инок (прежде монах Соловецкого монастыря), противник церковных реформ Патриарха Никона. Вместе со своим другом и сподвижником Аввакумом был казнён в Пустозерске 14 апреля 1682 года. Известен как автор автобиографического «Жития». Почитается старообрядцами как ￼￼преподобномученик.

## Биография
Епифаний родился в крестьянской семье, дата, место рождения и мирское имя неизвестны. В 1645 году он пришёл в Соловецкий монастырь (предположительно из Москвы), где, после семилетнего послушничества, был пострижен в монахи.
В 1657 году, после начала церковных реформ, Епифаний покинул монастырь и некоторое время жил в Сунарецкой Троицкой пустыни на реке Суне (этот период подробно описан в «Житии»). С 1664 года вместе с иноком Корнилием Выговским жил в скиту на реке Водла.
В 1666 году прибыл в Москву на церковный собор, на котором обличал царя и патриарха Никона. Епифаний был расстрижен и вместе с другими вождями раскола сослан в Пустозерск. В 1670 году монаху отрезали язык и отрубили пальцы на руке, а в 1682 году он был сожжён вместе с протопопом Аввакумом, дьяконом Фёдором и священником Лазарем.

## Житие
Житие состоит из двух частей, причём первая часть («Записки») написана Епифанием около 1666 года и сохранилась в составе сочинений инока Авраамия, а вторая («Житие») — в 1675—1676 (по предположениям некоторых исследователей — в 1673—1675). В первой части Епифаний рассказывает о жизни в скиту на Суне; во второй — о гонениях за веру и о жизни в Пустозерске. Как и произведения Аввакума, «Житие» Епифания написано «природным» русским языком. Однако, в отличие от Аввакума, Епифаний уделяет мало внимания фактической стороне своей биографии. Большая часть «Жития» носит характер духовной исповеди. Несмотря на пережитые страдания, книга представляет собой удивително светлый, полный любви к жизни и Господу текст.
Обе части входят в сборник «Пустозерская проза» вместе с «Житием протопопа Аввакума» и сохранившимися текстами Лазаря и Фёдора.